# Gosenbach (Sieg)
Der Gosenbach ist ein 3,3 km – über den Scheldebach 4,9 km – langer rechter Nebenfluss der Sieg im westlichen nordrhein-westfälischen Kreis Siegen-Wittgenstein. Sein Unterlauf ist die westliche Grenze zum rheinland-pfälzischen Landkreis Altenkirchen.
Der eigentliche Hauptfluss des Gosenbach-Flusssystems ist nach Länge und Einzugsgebiet der nominelle rechte Nebenfluss Scheldebach, der, verlängert um den Mittellauf des Gosenbachs und (bachaufwärts) den Unterlauf des ebenfalls rechten Nebenflusses Schindebach, insbesondere die Ostgrenze des bis 527 m ü. NHN hohen Giebelwaldes zum Kern-Siegerland bildet.
Der Unterlauf des Gosenbachs bildet ferner, bachaufwärts verlängert um den Mündungslauf des Schindebach, die Landesgrenze von Nordrhein-Westfalen zu Rheinland-Pfalz.

## Name
Das Bestimmungswort leitet sich vom mittelhochdeutschen Wort *gōzen für 'Abflussrinne' (hieraus nhd. Gosse) ab.

## Einzugsgebiet und Nebenflüsse

### Einzugsgebiet
Das Einzugsgebiet der Gosenbach grenzt im Uhrzeigersinn nördlich an dem der Alche, östlich an dem des Achenbachs, südlich an dem des Oehlsbachs, südwestlich an dem des Vollmersbaches und nordwestlich an dem der Asdorf.
Zum Einzugsgebiet der Gosenbach gehören rund 7000 Einwohner (nicht inbegriffen sind Niederschelden und Eiserfeld, da nur die Siedlungen rechts der Sieg zum Einzugsgebiet der Gosenbach gehören und es an diesbezüglichen Daten mangelt):
- Gosenbach: 2293
- Niederschelderhütte: 3199
- Oberschelden: 1184

### Nebenflüsse
Die rechten Nebenflüsse Scheldebach (2721782; 3,1 km, 4,267 km²) und Schinderbach (2721784; 3,7 km, 3,945 km²) steuern je mehr als ein Drittel des Gosenbach-Wassers bei.
Der ausschließlich nordrhein-westfälische Scheldebach entspringt nordwestlich Oberscheldens, durchfließt den genannten Ort und mündet im Südwesten Gosenbachs. 
Der in der Hauptsache rheinland-pfälzische Schinderbach kommt demgegenüber direkt aus dem Südosten des Giebelwaldes und fließt zunächst in östliche bis südöstliche, dann nördliche Richtungen dem Gosenbach zu, um im Mündungsverlauf die Landesgrenze zwischen den beiden erwähnten Bundesländern darzustellen, die der Gosenbach bis zu seiner Mündung dann nach Südosten verlängert.